# Stor-Mosjön
Stor-Mosjön är en sjö i Sundsvalls kommun i Medelpad och ingår i Indalsälvens huvudavrinningsområde. Sjön är 18,8 meter djup, har en yta på 1,02 kvadratkilometer och befinner sig 298 meter över havet. Sjön avvattnas av vattendraget Bredsjöån.

## Delavrinningsområde
Stor-Mosjön ingår i det delavrinningsområde (695221-155972) som SMHI kallar för Utloppet av Stor-Mosjön. Medelhöjden är 333 meter över havet och ytan är 9,59 kvadratkilometer. Det finns inga avrinningsområden uppströms utan avrinningsområdet är högsta punkten. Bredsjöån som avvattnar avrinningsområdet har biflödesordning 3, vilket innebär att vattnet flödar genom totalt 3 vattendrag innan det når havet efter 54 kilometer. Avrinningsområdet består mestadels av skog (83 procent). Avrinningsområdet har 1,3 kvadratkilometer vattenytor vilket ger det en sjöprocent på 13,5 procent.